# Reportaje al Perú
Reportaje al Perú es un programa de televisión peruano producido y difundido por el canal estatal TV Perú.

## Historia
Inicialmente fue estrenado el 7 de mayo de 2000 bajo el formato docuserie en 3 partes: Aventura (conducido por Katya Cruz), Gustos y sabores (Roberto Wong) y Explorando (Manolo del Castillo). Años más tarde, el programa estuvo enfocado excluivamente en vivenciar lugares turísticos por departamento, parque nacionales y zonas naturales de difícil acceso a cargo de Manolo del Castillo (n. 22 de mayo de 1969). Castillo tomó como referencia a Alejandro Guerrero, reportero conocido por realizar documentales de naturaleza para Panamericana Televisión.
Debido al interés del Encuentro de Productores de Televisión, es visto en Estados Unidos por Cadena Sur.
El 28 de mayo de 2005 se estrenó el especial Reto de los Andes que muestra los preparativos, recorridos y anécdotas de las diversas cordilleras del país adoptando el concepto de telerrealidad. Este se emitió los miércoles por unas semanas. El 15 de agosto de 2007 el equipo periodístico recorrió la catarata de Gocta, siendo la primera vez en transmitirse en televisión nacional. El 28 de abril de 2013 se presentó un especial sobre la expedición peruana en la Antártida.
El 18 de agosto de 2021 el programa deja de emitirse por TV Perú para pasar a Radio Nacional en formato podcast. El 6 de marzo de 2023 se retoman las grabaciones.

## Premios y nominaciones

### PremiosANDA
| Año  | Categoría                                                         | Nominados         | Resultado | Ref.                |
| ---- | ----------------------------------------------------------------- | ----------------- | --------- | ------------------- |
| 2009 | Premio a la excelencia en programa Cultural en Radio o Televisión | Reportaje al Perú | Ganador   | [ 1 ] [ 14 ] [ 15 ] |

### Premios LucesdeEl Comercio
| Año  | Categoría                | Nominados         | Resultado   | Ref.   |
| ---- | ------------------------ | ----------------- | ----------- | ------ |
| 2005 | Mejor programa de viaje  | Reportaje al Perú | Desconocido | [ 16 ] |
| 2015 | Mejor programa de viaje  | Reportaje al Perú | Ganador     | [ 17 ] |
| 2016 | Mejor programa de viajes | Reportaje al Perú | Ganador     | [ 18 ] |

### Otros reconocimientos
- El 8 de enero de 2008, el programa obtuvo el Tumi USA Award, que busca reconocer la labor de alto impacto de los peruanos en Estados Unidos.[19][20]
- El 18 de octubre de 2015, Manolo del Castillo fue declarado como guardaparque honorario del SERNANP.[21]